# 県氏益
県 氏益（あがた の うじます、生没年不詳）は、平安時代初期の貴族。氏姓は県主前利連のち県連。官位は従五位下・右京亮。

## 出自
県主前利氏（県主前利連）は、神武天皇の第三皇子である神八井耳命の後裔と伝わる皇別氏族。県主・県は尾張国丹羽郡丹羽郷（現在の愛知県一宮市丹羽）の地にあたり、前利は同郡前刀郷（現在の愛知県丹羽郡扶桑町斎藤）の地名に由来する。

## 経歴
仁明朝の承和8年（841年）県主前利連から県連に改姓する（この時の官位は正六位上・勘解由主典）。承和13年（846年）外従五位下・勘解由使次官に叙任されるが、承和15年（848年）播磨権介として地方官に転じる。
文徳朝初頭の仁寿元年（851年）内位の従五位下に叙せられ、翌仁寿2年（852年）勘解由次官として京官に復した。天安元年（857年）左京亮次いで右京亮に任ぜられている。

## 官歴
『六国史』による。
- 時期不詳：正六位上。勘解由主典
- 承和8年（841年） 4月5日：県主前利連から県連に改姓
- 承和13年（846年） 正月7日：外従五位下。5月23日：勘解由使次官
- 承和15年（848年） 正月13日：播磨権介
- 仁寿元年（851年） 11月26日：従五位下（内位）
- 仁寿2年（852年） 8月22日：勘解由次官
- 天安元年（857年） 6月25日：左京亮。10月27日：右京亮